# Castrocaro Terme e Terra del Sole

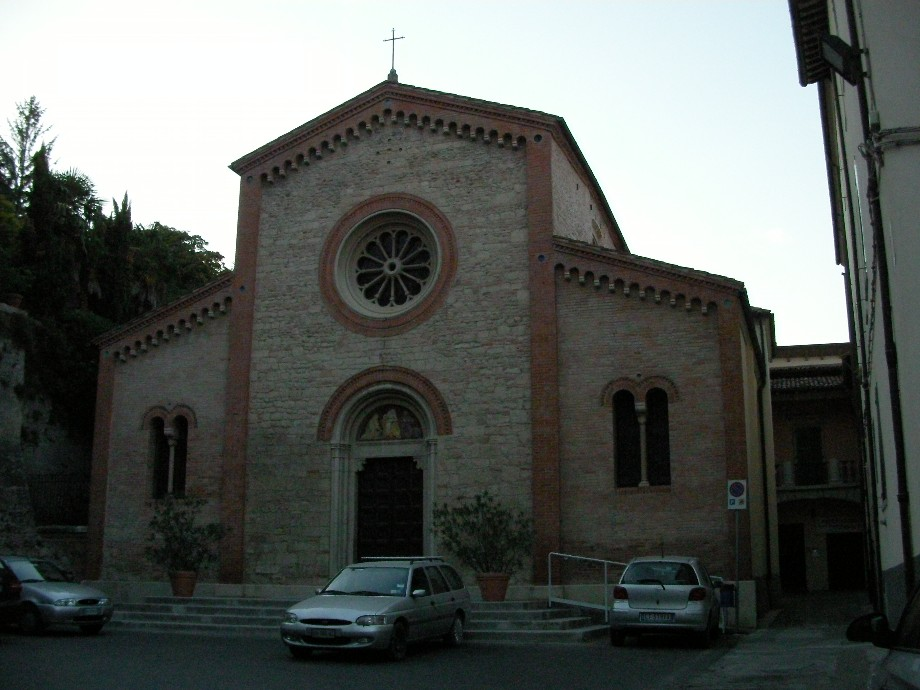
Kerk San Nicolò e Francesco

Castrocaro Terme e Terra del Sole is een gemeente in de Italiaanse provincie Forlì-Cesena (regio Emilia-Romagna) en telt 6303 inwoners (31-12-2004). De oppervlakte bedraagt 38,9 km², de bevolkingsdichtheid is 159 inwoners per km².
De volgende frazioni maken deel uit van de gemeente: Pieve Salutare, Terra del Sole, Villa Rovere.

## Demografie
Castrocaro Terme e Terra del Sole telt ongeveer 2717 huishoudens. Het aantal inwoners steeg in de periode 1991-2001 met 13,0% volgens cijfers uit de tienjaarlijkse volkstellingen van ISTAT.
| Jaar | Inwoneraantal |
| ---- | ------------- |
| 1991 | 5331          |
| 2001 | 6025          |

## Geografie
Castrocaro Terme e Terra del Sole grenst aan de volgende gemeenten: Brisighella (RA), Dovadola, Forlì, Modigliana, Predappio.
Bagno di Romagna · Bertinoro · Borghi · Castrocaro Terme e Terra del Sole · Cesena · Cesenatico · Civitella di Romagna · Dovadola · Forlimpopoli · Forlì · Galeata · Gambettola · Gatteo · Longiano · Meldola · Mercato Saraceno · Modigliana · Montiano · Portico e San Benedetto · Predappio · Premilcuore · Rocca San Casciano · Roncofreddo · San Mauro Pascoli · Santa Sofia · Sarsina · Savignano sul Rubicone · Sogliano al Rubicone · Tredozio · Verghereto
- MusicBrainz: 5b55ee66-e569-4eb5-811b-91159cc5a72f
- Système universitaire de documentation: 145871495
- Virtual International Authority File: 242292750

1. ↑  https://demo.istat.it/?l=it.